# این است که (رمان)

چاپ اول انگلیسی (انتشارات فابر و فابر)

این است که (به انگلیسی: This Is It) یک رمان طنز نوشته جوزف کانولی است که برای اولین بار در سال ۱۹۹۶ میلادی منتشر شده‌است.

## داستان
داستان رمان در مورد یک زن است که زندگی دوگانه دارد، روزهای کاری را در لندن به کار مشغول است و در تعطیلات آخر هفته به کشورهای دیگر می‌رود. هنگامی دچار سانحه می‌شود و مدتی به اجبار بستری می‌شود و دیگر نمی‌تواند برنامه پیچیده خود را حفظ کند و ناگهان با افرادی روبه رو می‌شود که نمی‌شناسد، در معرض لو رفتن قرار می‌گیرد. مهمتر از همه این که وی به دلیل فعالیت جنایتکارانه تحت تعقیب قرار گرفته‌است که هیچ ارتباطی با زندگی مضاعف او ندارد، اما با تمام شدن پولش، با مشکلات زیادی رو به رو می‌شود و در این بین از او باج‌خواهی صورت می‌گیرد.
این رمان با پایانی خوش همراه است به این شکل که او با عقل و درایت باج‌گیر را از دور خارج می‌کند.

## ادامه مطلب
- مثال کلاسیکی از آن " اهمیت جدی بودن " با بازی اسکار وایلد ساخته ۱۸۹۵ است.

## نسخه
- جوزف کانولی: این همان است (فابر و فابر: لندن، ۲۰۰۶) (شابک ‎۰۵۷۱۲۳۲۶۲۰).